# マルサスモデル

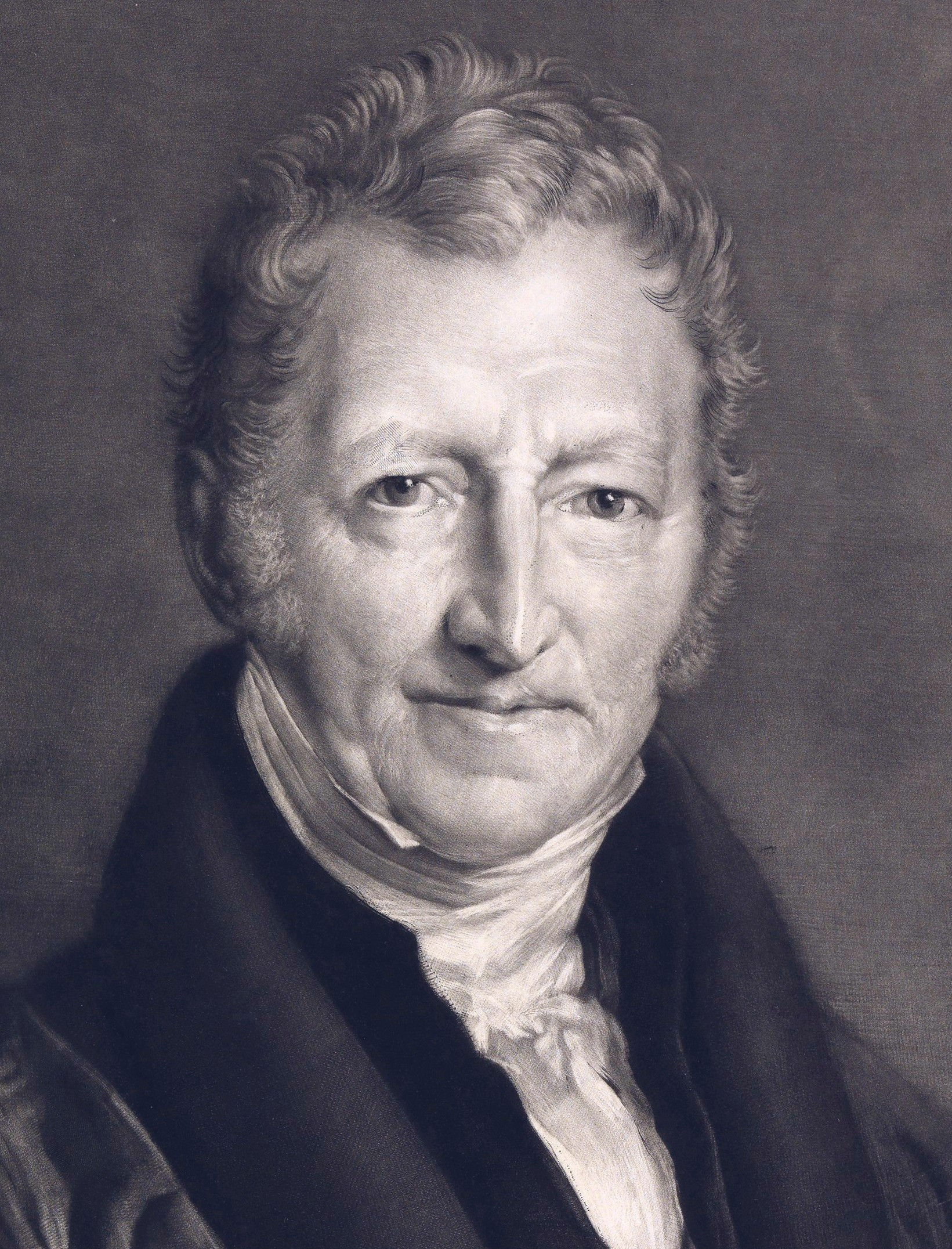
トマス・ロバート・マルサス

マルサスモデル（英語: Malthusian model）とは、ある生物の個体数ないしは個体群サイズの指数関数的な増加あるいは減少を記述する数理モデル。1798年にトマス・ロバート・マルサスが発表した『人口論』でこの考えが示されたことにその名を由来する。広義には、『人口論』でマルサスが主張した人口原理に基づく、人口と経済の相互関係モデルも含める。

## モデルと解

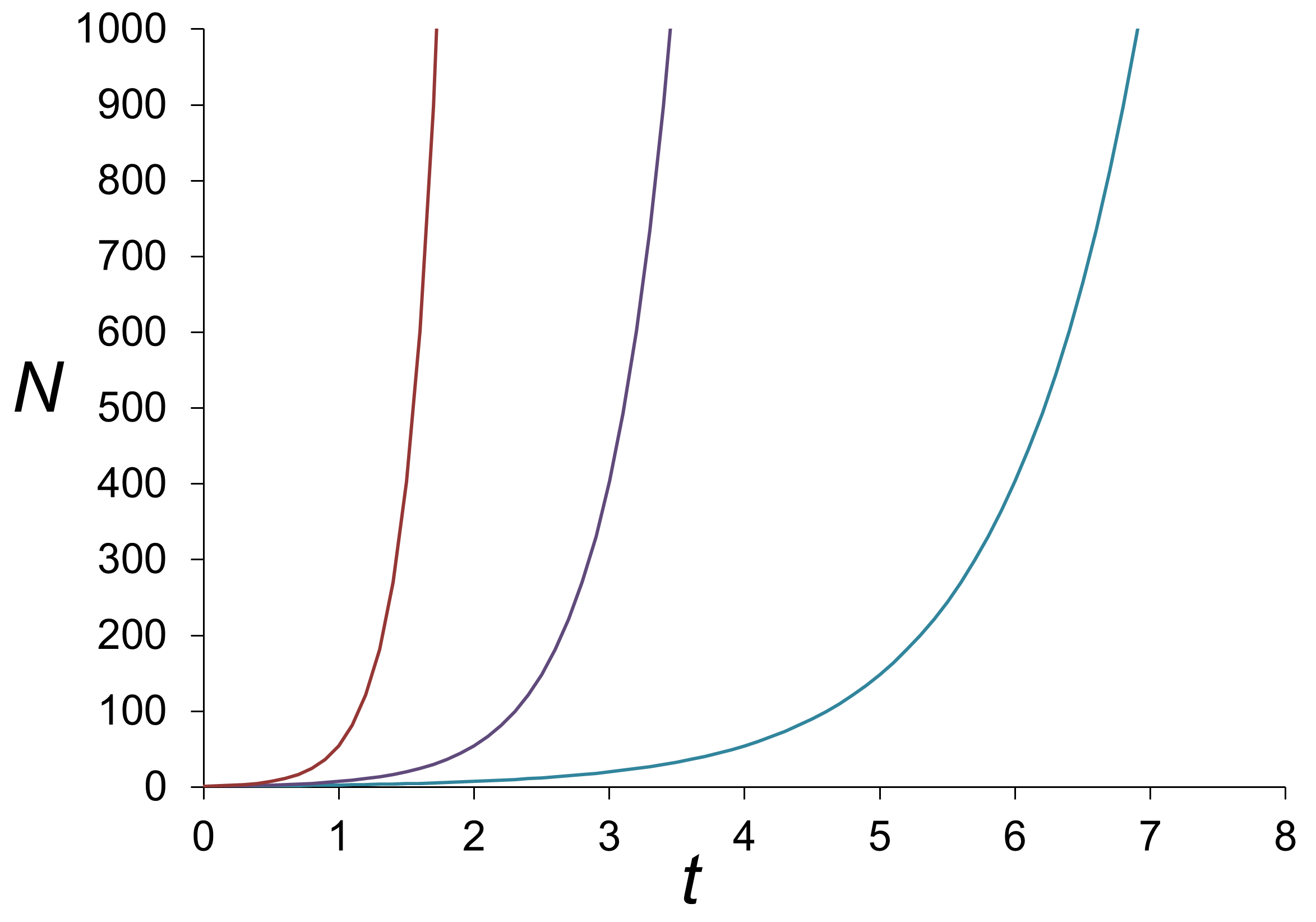
マルサスモデルによる個体数増加曲線の様子。赤色が m = 4、紫色が m = 2、藍色が m = 1。いずれも最初は N =1 だが、その後の急激な成長が見て取れる。

マルサスモデルでは、ある生物の個体数（人間の場合は人口） P の増加速度が個体数自体に比例するとして、次のように個体数増加速度 dP/dt を表す。
{\displaystyle {\frac {dP}{dt}}=mP}
ここで、t は時間で、m は定数である。発案者に因み、係数 m をマルサス係数と呼ぶ。上式のマルサスモデルを解くと、次のような解が得られる。
{\displaystyle P=P_{0}e^{mt}}
ここで、初期 t = 0 における個体数は P0 である。m が正のとき、P は増加の一途をたどることになる。このような形で与えられる指数関数的増加型の個体数増殖のことをマルサス増殖と呼ぶ。
マルサス係数 m について、もう一歩、生物学的な意味を与えれば、出生や分裂などによる個体数増加率と、死亡や分解などによる個体数減少率の差と考えることができる。すなわち、繁殖率を b、減少率を d とすれば、m = b − d となる。この場合は、b と d は正の値に限定される。
トマス・ロバート・マルサスは1798年に発表した『人口論』で、人口の増加は幾何級数的に増えていくことを指摘したことから、このモデルにマルサスの名が付けられている。同時にマルサスは、食糧の生産は算術級数的にしか増えていかないことを指摘し、幾何級数的に増える人口に対して食糧不足が必然的に発生し、悲観的な将来が訪れることを示唆した。ただし、伊藤嘉昭によれば、マルサスモデルとされる式自体を立てたのは1677年のイギリスの人口学者ヘール (Hale) とされる。

## 離散型、派生型
上記のマルサスモデルでは、対象の生物の世代交代が切れ目なく連続的に起こることを想定している。昆虫などでは、世代交代がある時期に一斉に起こる場合もある。このような個体数増減をモデル化するには、時間 t を整数として、飛び飛びの時間間隔で個体数変化を考える必要が出てくる。t を世代とし、Pt を第 t 世代における個体数とすれば、離散型のマルサスモデルとその解は
{\displaystyle P_{t+1}=mP_{t}}
{\displaystyle P_{t}=P_{0}m^{t}}
と表される。
マルサスモデルでは無制限な個体数の指数関数増加が続くが、これは現実的ではない。この点を解決したモデルとして、t → ∞ で個体数が有限な値に収束するピエール＝フランソワ・フェルフルストによる次のロジスティック方程式がある。
{\displaystyle {\frac {dN}{dt}}\ =r\left({\frac {K-N}{K}}\right)N}
ここで、K は環境収容力と呼ばれ、その環境における個体数の最大定員を示している。